# Willardia argyrotricha
Willardia argyrotricha är en ärtväxtart som först beskrevs av Hermann August Theodor Harms, och fick sitt nu gällande namn av Frederick Joseph Hermann. Willardia argyrotricha ingår i släktet Willardia och familjen ärtväxter. Inga underarter finns listade i Catalogue of Life.